# Prajski kołacz
Prajski kołacz (cz. prajsky kolač) − odmiana kołacza; regionalne ciasto okolicznościowe, charakterystyczne dla ziemi hulczyńskiej na Śląsku Opawskim (Czechy).
W warunkach domowych ciasto wypieka się z okazji różnego rodzaju uroczystości − chrztów, wesel, styp, czy imienin. Na co dzień dostępny jest w piekarniach i cukierniach regionu i poza nim.
Do niedawna, w czasie odpustu w Krawarzach, urządzany był konkurs na najlepszy tego rodzaju wypiek (O najlepši prajsky kolač), w którym uczestniczyły profesjonalne zakłady, jak i gospodynie domowe. Brały w nim udział także kołacze z Polski.